# Statistica parametrica
La statistica parametrica è la parte della statistica inferenziale che studia una popolazione supponendo di conoscere la legge di probabilità X che la governa a meno di alcuni parametri, ovvero supponendo che X appartenga a una famiglia parametrizzata di leggi.
Ad esempio, si può supporre che la popolazione sia distribuita come una variabile aleatoria normale di legge N(μ,σ), ma che non siano note la media μ, la varianza σ2, o entrambe.
Nella statistica parametrica i test di verifica d'ipotesi vengono effettuati sui parametri cercandone una stima. In pratica per un valore da determinare di un parametro t vengono proposte una o più variabili aleatorie T che, calcolate su un campione della popolazione, forniscono:
- un valore τ prossimo a t, nel caso di uno stimatore puntuale;
- un intervallo di valori [τ1,τ2] a cui dovrebbe appartenere t, nel caso di un intervallo di confidenza.

Per scegliere il tipo di stime da utilizzare vengono spesso impiegati il metodo della massima verosimiglianza e il metodo dei momenti, orientati ad aumentare la probabilità di determinare valori corretti o a ridurre la complessità dei calcoli.